# IC 3053
IC 3053 ist eine Spiralgalaxie vom Hubble-Typ Sab R im Sternbild Coma Berenices am Nordsternhimmel. Sie ist schätzungsweise 670 Millionen Lichtjahre von der Milchstraße entfernt.
Das Objekt wurde am 7. Mai 1904 vom US-amerikanischen Astronomen Royal Harwood Frost entdeckt.